# Auguste Cammissar
Auguste Cammissar, né à Strasbourg le 10 juillet 1873 et décédé à dans la même ville le 27 décembre 1962, est un artiste-peintre alsacien, notamment peintre-verrier, qui fut professeur à l'École des arts décoratifs de Strasbourg et membre du cercle de Saint-Léonard.

## Biographie
Élève de Carlos Grethe (en), il expose en 1929 au Salon des artistes français la toile Printemps.
Il collabora à plusieurs reprises avec Paul Braunagel.
Luc Hueber fut l'un de ses élèves.